# Pelagrua
Pelagrua (en francès Pellegrue) és un municipi francès situat al departament de la Gironda i a la regió de la Nova Aquitània.

## Demografia
| 1962                                       | 1968  | 1975  | 1982  | 1990  | 1999 | 2007  |
| ------------------------------------------ | ----- | ----- | ----- | ----- | ---- | ----- |
| 1.248                                      | 1.343 | 1.144 | 1.065 | 1.046 | 979  | 1.033 |
| Des de 1962: població sense dobles comptes |       |       |       |       |      |       |

## Administració
| Període | Identitat    | Partit        |
| ------- | ------------ | ------------- |
| 2001-   | José Bluteau | Divers droite |